# My Name Is Skrillex
My Name Is Skrillex (pronunciado [maɪ neɪm ɪz Skrillex]ⓘ en inglés estadounidense) es el primer extended play del productor y disc-jockey estadounidense Skrillex, lanzado el 7 de junio de 2010 de manera gratuita e independiente. Este posee 5 canciones originales, entre ellas una colaboración con la rapera neoyorquina Sirah en la canción «WEEKENDS!!!», y una remezcla por parte de €€ Cooper —siendo esta la primera y última vez que el artista realizó un lanzamiento oficial— para la canción «Fucking Die 1», cual recibió el nombre de «Fucking Die 2».
My Name Is Skrillex es el primer EP de Moore bajo el Skrillex. Anteriormente en 2009, lanzó el extended play Gypsyhook con el nombre artístico Sonny. Este fue el primer extended play de Skrillex lanzado en 2010. Unos 4 meses más tarde, el 22 de octubre lanzó su segundo y último extended play de ese año, titulado Scary Monsters and Nice Sprites —ganador a mejor álbum de dance/electrónica en los Premios Grammy de 2012—.

## Historia

### Antecedentes y lanzamiento
En 2009, Sonny Moore comenzó a lanzar remixes bajo el nombre Skrillex, siendo «No Mercy, Only Violence» —canción original de The Library— el primero de estos. El 7 de abril de ese año y utilizando el nombre artístico Sonny, publicó el extended play Gypsyhook bajo el sello discográfico Atlantic Records. Unos 2 meses antes del lanzamiento de My Name Is Skrillex, el 6 de abril de 2010, Skrillex lanzó una remezcla oficial de la canción «Rock That Body», original del grupo Black Eyed Peas.
| «El 7 de junio de 2010 fue, para la mayoría de la gente, un día sin complicaciones. Era lunes, y seguramente muchos se molestaron por el inicio de otra semana laboral. Mientras tanto, un nervioso joven de 22 años con un corte de pelo gracioso debió celebrarlo. Acababa de subir su EP debut a su MySpace como descarga gratuita. Eso solo es algo de lo que estar emocionado, aunque no podría haber visto la carrera tremendamente exitosa que sirvió para incitar».—Kat Bein para la revista Billboard. |

Un día antes del lanzamiento del extended play My Name Is Skrillex, el 6 de junio fue publicado en YouTube un vídeo teaser de este realizado por el español David de Juan Navarro —más conocido como Roboto—. El 7 de junio es publicado el EP, siendo este lanzado de forma gratuita e independiente. My Name Is Skrillex contó con la participación del ingeniero de masterización Nilesh Patel —fallecido en 2011—. En YouTube, Skrillex colocó enlaces en las descripiciones de las canciones, que conducían al sitio web Blood Company. En dicha web, era posible obtener el extended play de forma gratuita —también con opción de donación vía PayPal— y se pedía que “agregases un banner o video de Skrillex a tu sitio, para ayudar a promover el extended play”. Unos días más tarde, el 25 de junio publicó su remezcla de su canción «My Name Is Skrillex», versión que superó las 9 000 000 de visitas en poco menos de 29 meses. La canción «WEEKENDS!!!» se posicionó en el 93.° lugar de la lista Billboard Canadian Hot 100, además de lograr ingresar a la lista Offiziellen Deutschen Charts —principal chart de música en Alemania—, donde se colocó en 100.° lugar. El 25 de octubre de ese año, la canción «WEEKENDS!!!» fue lanzada como sencillo junto a una remezcla realizada por el productor y disc-jockey ruso-alemán Zedd.

«Su single «WEEKENDS!!!» conviértase en un favorito de los disc-jockeys de clubes clandestinos suscritos a lo que ahora se llaman bloghouse vibes. Esta también marcó la primera colaboración con la vocalista Sirah, con quien volvería a trabajar en «Kyoto» y «Bangarang» en 2011».
Kat Bein, hablando sobre el sencillo «WEEKENDS!!!» en una nota para la revista Billboard.

## Recepción

### Comentarios de la crítica
My Name Is Skrillex recibió reseñas mixtas por parte de los oyentes. En el sitio web Rate Your Music, el extended play tiene 2 estrellas sobre 5 sobre la base de 911 reseñas de usuarios. En el sitio Album of The Year , My Name Is Skrillex tiene una calificación de 46 sobre 100 sobre la base de 25 reseñas de usuarios. En el sitio web Sputnikmusic, el reseñador Varuny le dio un 2,5 sobre 5. En Discogs, el extended play tiene un 2,74 estrellas sobre 5 sobre la base de 82 reseñas de usuarios. Kat Bein, escritora para la revista Billboard, comentó lo siguiente:

«My Name Is Skrillex juega como un espécimen perfecto de su tiempo y un mapa alucinante del futuro que puso en movimiento. La música que le dio forma es clara, sin embargo, el dominio de Moore de sus herramientas y la capacidad progresiva para darles un uso nuevo y emocionante es obvia. Es un debut tan impresionante como se pueda imaginar. Honestamente, es mejor de lo que probablemente recuerdes».

La revista AFTERCLUV señaló que My Name Is Skrillex fue el mejor extended play de Skrillex. Moreno, escritor para la revista All Music Spain, comentó lo siguiente: «Temas como «WEEKENDS!!!» o su gran joya «With You, Friends» son algunos de los tracks que componen este extended play, uno de sus mejores trabajos. Para muchos de sus fanáticos, este fue su mejor años, cuando por el momento no era una grand estrella como en la actualidad».

### Ventas y certificaciones

#### «WEEKENDS!!!»
El 10 de abril de 2012, la canción «WEEKENDS!!!» en colaboración con Sirah consiguió certificación MC —Music Canada— oro por 40 000 ventas. El 9 de agosto de 2017, recibió la certificación RIAA —abreviatura de Recording Industry Association of America— de oro por superar las 500 000 ventas.
| País           | Organismo certificador | Certificación | Ventas certificadas | Ref.   |
| -------------- | ---------------------- | ------------- | ------------------- | ------ |
| Canadá         | MC                     | Oro           | 40 000              | [ 28 ] |
| Estados Unidos | RIAA                   | Oro           | 500 000             | [ 29 ] |

## Listado de canciones
| My Name Is Skrillex |                                 |                               |                                 |          |  |
| N.º                 | Título                          | Escritor(es)                  | Productor(es)                   | Duración |  |
| 1.                  | «My Name Is Skrillex»           | Sonny Moore                   | Skrillex Nilesh Patel           | 4:31     |  |
| 2.                  | «WEEKENDS!!!» (con Sirah)       | Moore Sara Elizabeth Mitchell | Skrillex Nilesh Patel           | 4:45     |  |
| 3.                  | «Fucking Die 1»                 | Moore                         | Skrillex Nilesh Patel           | 3:50     |  |
| 4.                  | «Fucking Die 2» (€€ Cooper Mix) | Moore                         | Skrillex Nilesh Patel €€ Cooper | 5:36     |  |
| 5.                  | «Do Da Oliphant»                | Moore                         | Skrillex Nilesh Patel           | 3:27     |  |
| 6.                  | «With You, Friends»             | Moore                         | Skrillex Nilesh Patel           | 6:22     |  |